# エリザベス・キャヴェンディッシュ (デヴォンシャー伯爵夫人)
デヴォンシャー伯爵夫人エリザベス・キャヴェンディッシュ（Elizabeth Cavendish, Countess of Devonshire, 1619年 - 1689年11月19日）は、清教徒革命（イングランド内戦）から王政復古期にかけてのイングランドの貴族女性。第3代デヴォンシャー伯爵ウィリアム・キャヴェンディッシュの妻。

## 生涯
第2代ソールズベリー伯爵ウィリアム・セシルとその妻でサフォーク伯トマス・ハワードの娘キャサリン・ハワードとの間に生まれた12人の子供のうちの一人だった。
1639年3月4日、エリザベスはデヴォンシャー伯爵と結婚した。夫妻には3人の子がいた。
- ウィリアム（1640年 - 1707年） - 第4代デヴォンシャー伯爵、初代デヴォンシャー公爵
- チャールズ（? - 1671年） - 未婚のまま1671年3月3日に死去。
- アン（英語版）（1650年頃 - 1703年[2]） - 初めリッチ卿チャールズ（第4代ウォリック伯チャールズ・リッチ（英語版）の息子）と、次に1670年5月2日、第5代エクセター伯爵ジョン・セシルと結婚し、ジョンとの間に9人の子をもうけた。

彼らはエリザベス朝時代の邸宅チャッツワース・ハウスに住んだ。イングランド内戦の間、王党派のデヴォンシャー伯は家族を守るために国を離れ、その後バッキンガムシャーのラティマー（Latimer）にある彼の母の家に移り、チャッツワースに戻ったのは王政復古後のことだった。
エリザベスは70歳ほどで亡くなり、ウェストミンスター寺院のヘンリー7世礼拝堂に埋葬された 。Pierre Lombartによる彼女の肖像画は、スコットランド国立肖像画美術館に所蔵されている。